# James Hodge Codding

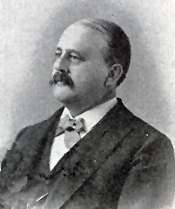
James Hodge Codding (1896)

James Hodge Codding (* 8. Juli 1849 in Pike, Bradford County, Pennsylvania; † 12. September 1919 in New York City) war ein US-amerikanischer Politiker. Zwischen 1895 und 1899 vertrat er den Bundesstaat Pennsylvania im US-Repräsentantenhaus.

## Werdegang
Im Jahr 1854 kam James Codding noch während seiner Kindheit nach Towanda, wo er später das Susquehanna Collegiate Institute besuchte. Danach absolvierte er das Dartmouth College in Hanover (New Hampshire). Ab 1868 war er in Towanda im Eisenwarengeschäft tätig. Nach einem anschließenden Jurastudium und seiner 1879 erfolgten Zulassung als Rechtsanwalt begann er in Towanda in diesem Beruf zu arbeiten. Politisch wurde er Mitglied der Republikanischen Partei.
Bei den Kongresswahlen des Jahres 1894 wurde Amtsinhaber Myron Benjamin Wright erneut in das US-Repräsentantenhaus gewählt. Dieser starb kurz nach der Wahl am 13. November 1894. Für die verbleibende Zeit der laufenden Legislaturperiode bis zum 3. März 1895 wurde Edwin J. Jorden zu dessen Nachfolger gewählt; die Wahl für die folgende Sitzungsperiode gewann James Codding, der am 5. November 1895 sein neues Mandat antrat. Nach einer Wiederwahl konnte er bis zum 3. März 1899 im Kongress verbleiben. In diese Zeit fiel der Spanisch-Amerikanische Krieg von 1898. Im Jahr 1898 verzichtete Codding auf eine weitere Kandidatur.
Nach dem Ende seiner Zeit im US-Repräsentantenhaus praktizierte James Codding bis 1903 wieder als Anwalt in Towanda. Danach zog er nach Brooklyn, wo er bis zu seinem Tod am 12. September 1919 Generalsekretär einer Freimaurerloge war.